# Битва под Дмитровом
Битва под Дмитровом — сражение времён польско-литовской интервенции в ходе выступления Лжедмитрия II и русско-польской войны 1609—1618 годов.

## Предыстория
Предпринятый из Новгорода освободительный поход русско-шведской армии во главе с Михаилом Скопиным-Шуйским и Понтусом Делагарди обернулся для польско-литовских интервентов рядом поражений. Войска осаждавшего Троице-Сергиеву лавру гетмана Яна Сапеги понесли ощутимые потери в боях под Александровской слободой и с отрядами воевод Головина, Жеребцова и Валуева близ Троице-Сергиевой лавры. При подходе основных войск Скопина-Шуйского Сапега без боя снял осаду и отступил в Дмитров. Русская армия последовала за ним.
Первыми к Дмитрову подошли манёвренные отряды русских лыжников, сформированные Скопиным-Шуйским из ратников северных и поморских городов для ведения войны в условиях глубоких снегов. Их общую численность шведский историк Юхан Видекинд оценивал в четыре тысячи. 24 января (3 февраля) они внезапно напали на сторожевую заставу Сапеги и разгромили её. На открытый бой в поле с литовской конницей лыжники не решились, однако оставались вблизи города, блокируя все дороги. Попытки Сапеги с помощью конницы устранить блокаду города не принесли успеха. Ожидать помощи от Романа Ружинского из Тушинского лагеря или Александра Лисовского, заблокированного в Суздале, Сапега не мог.
Тем временем к городу подошли основные силы армии Скопина-Шуйского. Поскольку штурм города, укреплённого деревянно-земляным кремлём, был чреват крупными потерями и иностранные наёмники отказывались в нём участвовать, Скопин-Шуйский предпочёл держать город в осаде, понимая, что долгое пребывание в таком положении Сапеге невыгодно, и тот, в конце концов, будет искать открытого боя в поле.

## Ход сражения
Расчёт Скопина-Шуйского оправдался и 10 (20) февраля удалось выманить часть польского гарнизона из города.
Сражение началось нападением русских ратников на острог, за деревянными стенами которого укрывались казацкие сотни Сапеги. Удар оказался настолько неожиданным и сильным, что укрепления были прорваны и началось избиение казаков. Волей-неволей Сапеге пришлось посылать на их выручку польские роты из города. Но помощь опоздала, казаки уже бежали в панике, бросив все пушки, боеприпасы и продовольствие. Под ударом оказались польские роты, которые Сапега не успел отвести обратно в город. Они тоже понесли тяжёлые потери. В один день гетман лишился большей части своего войска.
Немногочисленный гарнизон, остававшийся в Дмитрове, хоть и мог защищать городские стены, однако никаких активных действий более предпринимать не мог и серьёзной опасности более не представлял.

## Результат
Поражение Сапеги стало финальным аккордом интервенции в поддержку Лжедмитрия II, хотя сам Лжедмитрий II на момент Дмитровской битвы уже бежал из Тушинского лагеря, где наёмники арестовали его за невыплату жалования. Остатки армии Сапеги покинули Дмитров, а Тушинский лагерь расформировался. Все польско-литовские отряды, находящиеся вглуби Русского государства, устремились под Смоленск, на соединение с осаждающей город армией короля Сигизмунда III.